# Monopolis
Monopolis – łódzkie centrum biurowo-rozrywkowo-kulturalne, powstające w dawnym Zespole Zakładów Przemysłu Spirytusowego "Monopol Wódczany", zlokalizowane przy ulicy Kopcińskiego 58/60. W latach 1902–2007 kompleks pełnił funkcję fabryki alkoholu (oraz tymczasowo wyrobów tytoniowych), następnie w 2013 roku, po likwidacji zakładów Polmos, teren został wykupiony przez firmę Virako Krzysztofa Witkowskiego, która zaadaptowała fabrykę na potrzeby biur, usług i sztuki.
Część terenu dawnych zakładów została wcześniej wykupiona przez firmę Virako i na tym terenie został wybudowany biurowiec Forum 76, który został otwarty w 2009 roku. Budynek ten nie jest obecnie własnością firmy Virako - został sprzedany w 2016 roku funduszom inwestycyjnym Benson Elliot i Sharow Capital i powtórnie w 2020 roku funduszowi MVGM.

## Historia
Był to trzeci pod względem wielkości kompleks fabryczny w Łodzi, zaraz po zakładach Karola Scheiblera oraz Izraela Poznańskiego (obecnie Manufaktura). Jego historia rozpoczęła się w 1896 roku, gdy rosyjskie Ministerstwo Skarbu kupiło od łódzkiego magistratu i prywatnego właściciela teren w okolicy obecnego tzw. "skrzyżowania marszałków". Po 4 latach powstał tam kompleks budynków fabrycznych z czerwonej cegły, w którym rozpoczęto produkcję wszelkiego rodzaju wódek. Obiekt zaprojektował Franciszek Chełmiński, który nadał obiektowi neogotycki wygląd. Na terenie znajdują się: budynek filtracji i zmiękczania, budynek laboratorium i morsowni, budynek przepompowni spirytusu, magazyn ze zbiornikami spirytusu oraz magazyn spirytusu i denaturatu. Po wybuchu pierwszej wojny światowej teren został oddany magistratowi, a fabryka została przekwalifikowana na produkcję wódki i tytoniu, a w części budynków urządził przytułek dla żebraków, prosektorium i szkołę.
W 1920 roku, przekazano kompleks Skarbowi Państwa, który 9 grudnia 1927 roku produkcję tytoniu przeniósł na ul. Kopernika, zaś w tym miejscu stworzył Państwową Wytwórnię Wódek nr 14 podlegającą Dyrekcji Monopolu Spirytusowego w Warszawie. Po wybuchu drugiej wojny światowej ograniczono produkcję alkoholu i uruchomiono tam magazyn dla Wehrmachtu. W czasach PRL wznowiono produkcję alkoholu, denaturatu oraz octu. W 1963 roku, w wyniku połączenia fabryk w Łodzi i Kutnie zainicjowano Łódzkie Zakłady Przemysłu Spirytusowego, oferujące wódki czyste i gatunkowe oraz denaturat i spirytus. W latach 70. XX wieku zakłady odniosły szczytową formę, uzyskując na 22 produkty znak jakości klasy światowej. W 2007 roku zakład Polmosu postawiono w stan likwidacji, kończąc jednocześnie produkcję alkoholu.
Zespół budynków wpisany jest do rejestru zabytków pod numerem A/355/1-8 z 25.10.1994.

## Projekt Monopolis
W 2013 roku właścicielem kompleksu została firma Virako, która rok później ogłosiła powstanie wieloletniego projektu o nazwie "Monopolis". Autorem nazwy oraz loga był Janusz Kaniewski. W latach 2014–17 udostępniono teren dla celów kulturalnych, rozrywkowych i muzycznych. W międzyczasie przeprowadzono także wizję lokalną z pracownikami byłego Polmosu. 16 maja 2017 ogłoszono rewitalizację fabryki pod cele kulturalne, rozrywkowe, usługowe i biurowe, tworząc drugie takie centrum w Łodzi po Manufakturze. W obiekcie znajdą się:
- 23 400 m² powierzchni biurowej klasy A, dwa nowe biurowce (9 i 11 piętrowe)
- 5000 m² powierzchni dla usług gastronomicznych
- muzeum produkcji wódki, poświęcone pracownikom byłego Polmosu
- galeria miejska
- basen rekreacyjny, siłownia oraz fitness
- prywatny teatr z mechaniczną widownią która może się zamienić w salę bankietową z zapleczem gastronomicznym
- przedszkole i plac zabaw, świetlica środowiskowa dla dzieci z kinem i miejscem na zajęcia dydaktyczne
- 6 zielonych tarasów na dachach, 2 parki kieszonkowe
- 175 miejsc parkingowych dla rowerów (wraz z szatnią i natryskami)
- 258 miejsc parkingowych dla samochodów (wraz z myjnią oraz 8 stanowiskami do ładowania samochodów elektrycznych)[11][12]

Z racji wpisania do rejestru zabytków inwestor chce zaadaptować także komin oraz tory kolejowe do celów użytkowo-dekoracyjnych.

### Etapy adaptacji
- 2013 – kupno terenu przez prywatnego inwestora
- 2014-17 – udostępnienie obiektu na cele kulturalne
- maj 2017 – ogłoszenie szczegółów rewitalizacji
- druga połowa 2017 – rozpoczęcie przebudowy
- druga połowa 2018 – zakończenie przebudowy kompleksów pofabrycznych
- 2019 – ukończenie 9-piętrowego biurowca M2
- 2020 – ukończenie 11-piętrowego biurowca M3 i zakończenie inwestycji

## Wyróżnienia
- wrzesień 2020 – kompleks został zdobywcą prestiżowej nagrody w międzynarodowym konkursie MIPIM Awards 2020, dla najlepszego obiektu wielofunkcyjnego[13].